# Anschläge in Kopenhagen 2015
Am 14. und 15. Februar 2015 kam es zu zwei islamistischen Anschlägen in Kopenhagen. Am Nachmittag des 14. Februars wurde auf das Kulturzentrum Krudttønden im Kopenhagener Stadtteil Østerbro ein Anschlag verübt. Dabei wurde der dänische Dokumentarfilmer Finn Nørgaard getötet und drei Polizeibeamte wurden verletzt. Ziel des Anschlages war eine Diskussionsveranstaltung zur Thematik Kunst, Blasphemie und Meinungsfreiheit, an der auch der schwedische Karikaturist Lars Vilks und die ukrainische Femen-Aktivistin Inna Schewtschenko teilnahmen.
Im Verlauf der folgenden Nacht ereignete sich ein zweiter Anschlag auf die Kopenhagener Synagoge, bei dem der jüdische Wachmann Dan Uzan erschossen und zwei Polizeibeamte verletzt wurden. Der Täter Omar Abdel Hamid El-Hussein wurde kurz darauf von Einsatzkräften gestellt und nach Gegenwehr erschossen.

## Tatverlauf
Der Anschlag auf das Kulturzentrum Krudttønden (deutsch: „Das Pulverfass“) ereignete sich am Samstag, dem 14. Februar 2015. Ein Täter eröffnete mit einer automatischen Waffe von außen das Feuer durch die Fassadenfenster in das Kulturzentrum, was zu einem Schusswechsel mit zwei Leibwächtern des PET und einem Polizeibeamten führte. Der Täter tötete einen Besucher der Veranstaltung, den Dokumentarfilmer Finn Nørgaard, und verletzte drei anwesende Polizisten. In dem Saal des Zentrums fand zu dieser Zeit eine Diskussionsveranstaltung statt. Zu den Rednern zum Thema „Kunst, Gotteslästerung und Meinungsfreiheit“ gehörte auch der schwedische Karikaturist Lars Vilks. Vilks und der ebenfalls anwesende französische Botschafter in Dänemark, François Zimeray, wurden nicht verletzt. Weitere Teilnehmerinnen waren die ukrainische Femen-Aktivistin Inna Schewtschenko, und die Kuratorin des Kunstfestivals „Passion for Freedom“, Agnieszka Kolek. Es wird vermutet, dass der Anschlag Vilks gegolten hat.
Der Täter floh nach dem Angriff mit einem gestohlenen  Auto  und setzte dann seine Flucht in einem Taxi fort.
In der folgenden Nacht erschoss derselbe Täter vor der Synagoge in der Krystalgade den jüdischen Wachmann Dan Uzan und verletzte zwei Polizisten. Dan Uzan war ein Wirtschaftswissenschaftler, der beim dänischen Finanzministerium arbeitete und sich als Freiwilliger im Sicherheitsteam seiner jüdischen Gemeinde engagierte. Die drei Männer standen Wache, um die Gäste einer Bat-Mitzwa-Feier zu schützen.

## Ermittlungen
Die Polizei suchte nach dem Anschlag zunächst nach zwei Männern. Der Fluchtwagen wurde circa zwei Kilometer nördlich des ersten Tatorts gefunden. Durch Angaben des Fahrers des vom Täter auf seiner weiteren Flucht benutzten Taxis konnte eine Adresse im Kopenhagener Stadtteil Nørrebro ermittelt und observiert werden.
Dort wurde der mutmaßliche Täter am 15. Februar 2015 kurz vor 5 Uhr morgens von dänischen Einsatzkräften gestellt. Von der Polizei angesprochen, schoss der Verdächtigte auf die Polizisten und wurde in der Folge erschossen. Bei dem Täter handelt es sich nach Angaben der dänischen Polizei um den 22-jährigen und in Dänemark geborenen Omar Abdel Hamid El-Hussein. Er war bereits früher durch Gewaltdelikte und Verstöße gegen das Waffenrecht auffällig geworden. Des Weiteren soll der Täter in Bandenkriminalität verwickelt gewesen sein.
Der dänische Nachrichten- und Geheimdienst Politiets Efterretningstjeneste (PET) vermutet ein politisches Motiv hinter den Anschlägen.
Die deutsche Bundespolizei und die schwedische Polizei beteiligten sich an der Fahndung.

## Reaktionen

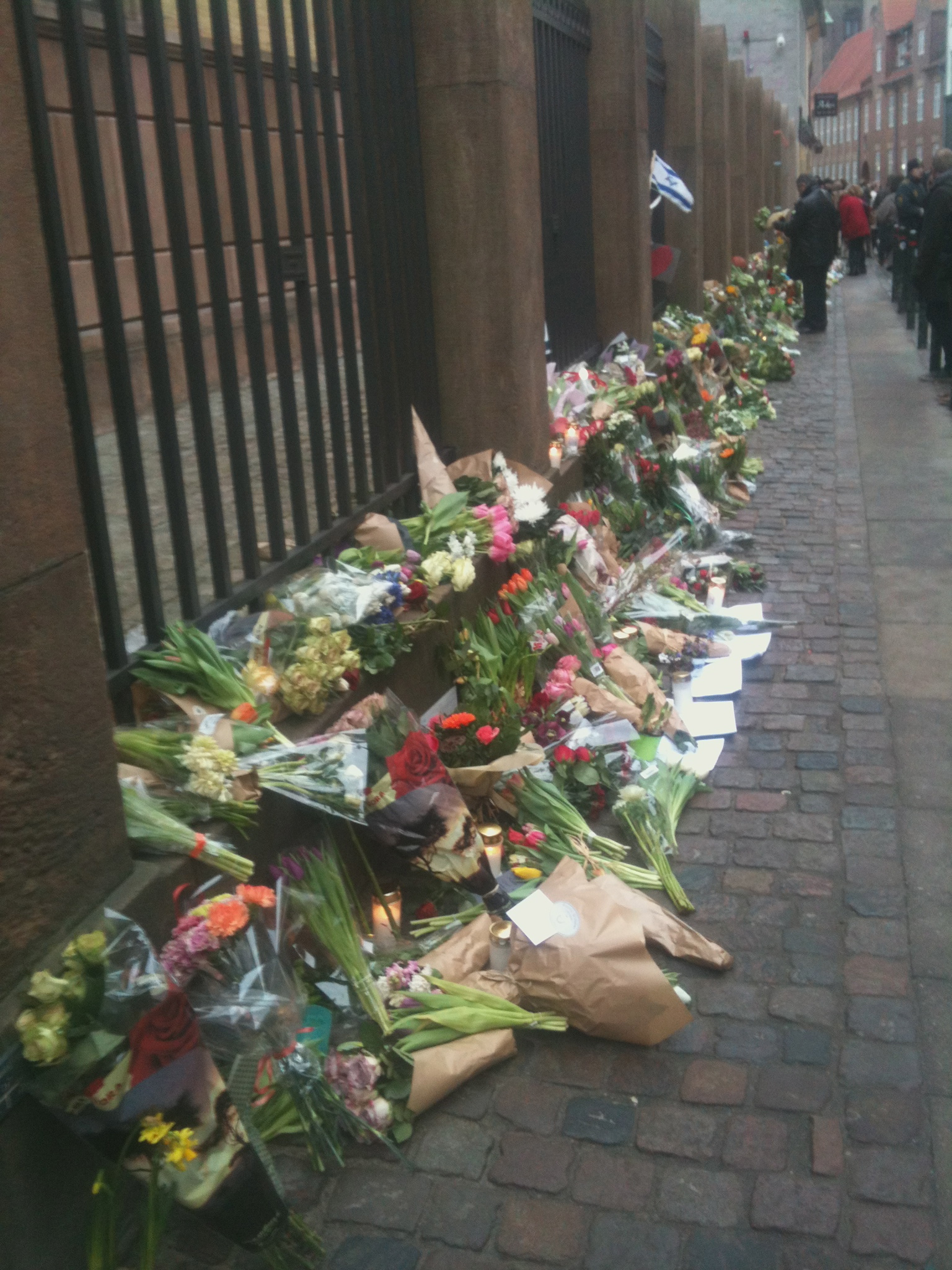
Blumen vor der Synagoge am 15. Februar

Nach dem Anschlag telefonierten der französische Staatspräsident François Hollande und die dänische Ministerpräsidentin Helle Thorning-Schmidt. Der französische Außenminister Laurent Fabius verurteilte den Terrorangriff in aller Schärfe. Der französische Innenminister Bernard Cazeneuve machte am 15. Februar einen Besuch in Kopenhagen. Islamistische Extremisten hatten am 7. Januar 2015 in Paris einen Anschlag auf die Redaktion der Satirezeitschrift Charlie Hebdo verübt und zwölf Menschen erschossen. Bei einer Geiselnahme zwei Tage später starben vier weitere Menschen.
Der israelische Ministerpräsident Netanjahu hat neben seinen Beileidsbekundung für das dänische Volk und die jüdische Gemeinde in Dänemark auch die Juden in Europa zur Auswanderung nach Israel aufgerufen. Für diese Reaktion wurde Netanjahu bereits in der Vergangenheit von einigen jüdischen Verbänden in Europa und israelischen Kommentatoren stark als unsensibel, opportunistisch und kontraproduktiv kritisiert. Auch Jair Melchior, Oberrabbiner Dänemarks, zeigte sich über diese Äußerung Netanjahus enttäuscht. Die frühere Präsidentin des Zentralrats der Juden in Deutschland, Charlotte Knobloch, appellierte an die Politik, härter gegen islamistische Strömungen vorzugehen und sich mit kulturellen Differenzen ehrlich auseinanderzusetzen.